# Voltero
Voltero  è un nome proprio di persona italiano maschile.

## Varianti
- Maschili: Voltaire[1][2]
- Femminili: Voltera[1], Voltaire[1]

## Origine e diffusione
È una ripresa, spesso con motivi libertari, del nome del filosofo e scrittore francese del Settecento Voltaire (pronunciato /vɔlˈtɛːʀ/ da cui l'italianizzazione in Voltero), il cui vero nome era François-Marie Arouet; "Voltaire" era uno pseudonimo, la cui origine è incerta.
In alcuni casi la forma Voltero può anche essere derivata dal nome Walter. È un nome proprio della Toscana.

## Onomastico
Si tratta di un nome adespota, cioè privo di santo patrono; l'onomastico si può festeggiare il 1º novembre, in occasione di Ognissanti.